# Paul Zukofsky
Paul Zukofsky (* 22. Oktober 1943 in Brooklyn; † 6. Juni 2017) war ein US-amerikanischer Geiger, Dirigent und Musikerzieher. 

## Karriere als Geiger
Zukofsky, Sohn des objektivistischen Dichters Louis Zukofsky, erregte um 1950 als Wunderkind Aufsehen und studierte bei Ivan Galamian. 1969 entstand seine in Amerika viel beachtete Schallplattenaufnahme der 24 Capricen op. 1 von Niccolò Paganini (von Galamian als beste Wiedergabe dieser außerordentlich schwierigen Stückes gelobt). 1972 folgte die Einspielung der sechs Sonaten und Partiten für Violine solo von Johann Sebastian Bach. Zukofsky konzentrierte sich ansonsten vorwiegend auf zeitgenössische Musik und spielte zahlreiche Uraufführungen neuer Werke. John Cage schrieb für ihn seine Freeman Etudes.
In den USA wurde Zukofsky gelegentlich mit dem kanadischen Pianisten Glenn Gould verglichen, dem er in der Eigenwilligkeit seiner Persönlichkeit ähnelte. In Europa blieb er dagegen so gut wie unbekannt. Seine außergewöhnliche Fähigkeit, selbst schwierigste Werke schnell zu erlernen, und sein rigoros analytisches Musikverständnis prädestinierten ihn zum Interpreten neuer Musik. Seine Kompromisslosigkeit hatte jedoch ein gespanntes Verhältnis zu den maßgeblichen Kräften des Musikbetriebs zur Folge und versperrte ihm den Zugang zu einem breiteren Publikum. Bereits gegen Ende der 1970er Jahre stellte Zukofsky seine Tätigkeit als Geiger weitgehend ein.

## Erfolge als Dirigent
Zukofsky zog daraufhin nach Island, wo er ein Jugendorchester gründete, mit dem er Aufsehen erregende Aufführungen anspruchsvollster Werke realisierte (u. a. Sinfonien von Anton Bruckner und Gustav Mahler). Meinungsverschiedenheiten mit dem Stiftungsvorstand des Orchesters veranlassten ihn 1993 jedoch hier zum Rückzug. Von 1978 bis 1987 leitete Zukofsky zugleich das Colonial Symphony Orchestra in New Jersey. Als Gastdirigent verschiedener Orchester trat er vorwiegend mit Werken des 20. Jahrhunderts auf.

## Weiteres Schaffen
Von 1992 bis 1996 wirkte er als Direktor des Schönberg-Instituts in Los Angeles. Zukofsky komponierte und veröffentlichte Essays in musikalischen Fachzeitschriften. Zudem wurde er 1995 in die American Academy of Arts and Sciences gewählt.